# Joseph Babinski
Joseph Jules François Félix Babinski, polj. Józef Julian Franciszek Feliks Babiński (17. studenog 1857. – 29. listopada, 1932.) bio je francuski neurolog poljskog porijekla.
Babinski je najpoznatiji po svome opisu iz 1896. Babinskijevog refleksa, patološkog plantarnog refleksa koji ukazuje na oštečenje kortikospinalnog puta. 